# Дізен
Дізе́н (фр. dixain — десята частина) — французька монета з низькопробного срібла, яка становила десяту частину срібного франка, а потім екю . За часів Людовика XII (1498—1515) карбувався дізен з короною (фр. dixain à couronne) і дізен дофінський (фр. dixain du Dauphine). За Франциска I (1515—1547) він отримав назву «Франциск».
1791 року карбувався дізен з міді, що дорівнював 1 / 10 лівра, який був попередником децима.

## Джерело
- 3варич В. В. Нумізматичний словник. — Львів: «Вища школа», 1978, 338 с.